# Національна гвардія
Національна гвардія — назва, що використовується у найрізноманітніших історичних та поточних силових структурах різних країн. Першою Національною гвардією була Французька Національна гвардія, сформована під час Великої французької революції на основі перебіжчиків із Французької гвардії.

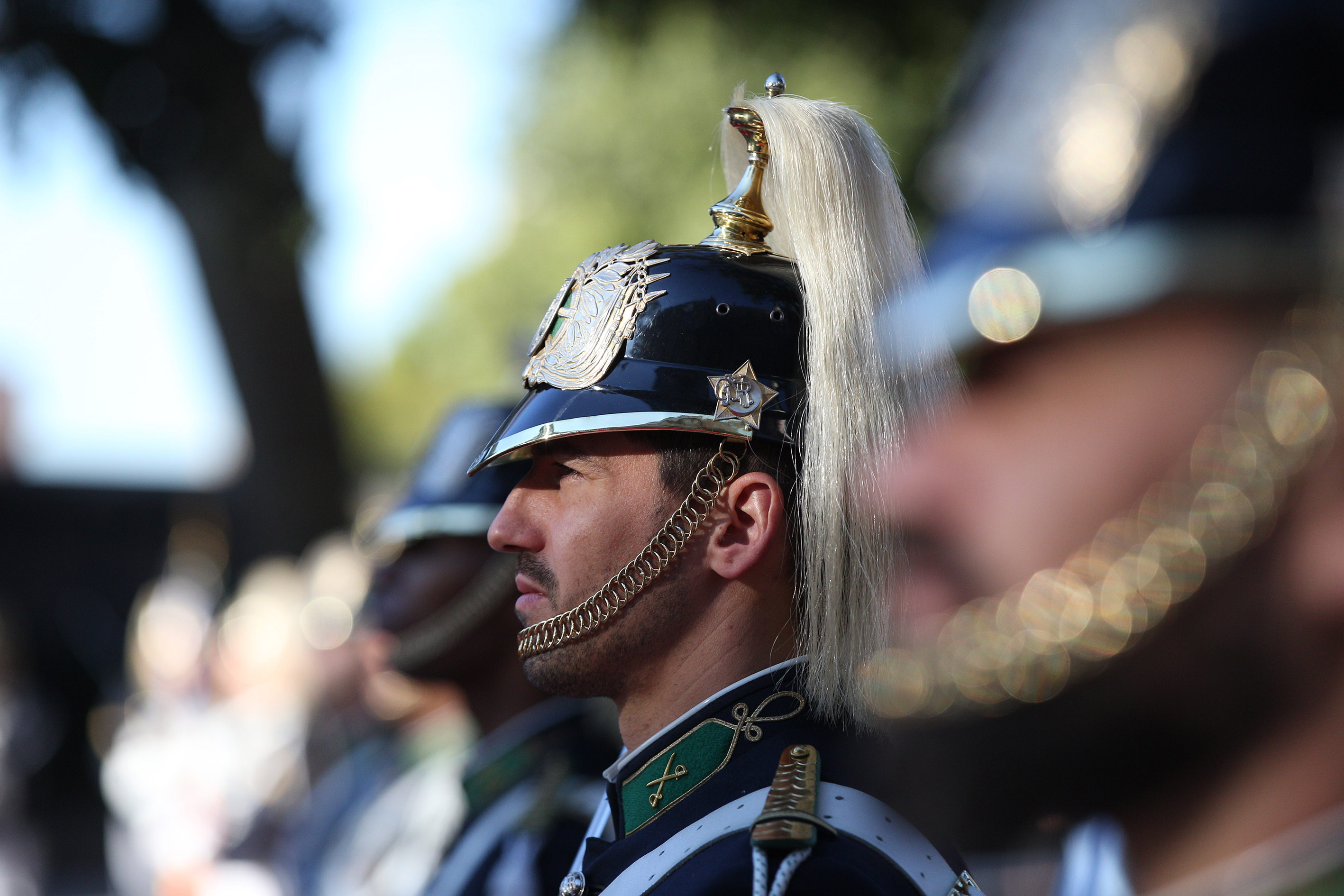
Члени Португальської національної республіканської гвардії (GNR).

Згодом національною гвардією почали називати різні збройні загони в інших державах. Наприклад, у США національна гвардія виконує роль резерву збройних сил.
Наприкінці існування СРСР, національною гвардією називалися різні неформальні збройні формування, наприклад, у Чечні, у Грузії (Національна гвардія Грузії). Нині підрозділи національної гвардії існують в Україні, у Грузії, в Азербайджані (Національна гвардія Азербайджану) і в ряді республік Центральної Азії: Киргизстані та Узбекистані.

## Національна гвардія в різних країнах

### Африка
- Національна гвардія (Єгипет)[en], парамілітарні сили під командуванням Міністерства оборони
- Національна гвардія (Гвінея-Бісау), сили жандармерії Гвінеї-Бісау
- Національна гвардія (Мавританія), Національна гвардія Мавританії
- Національна гвардія Тунісу[en], окремі збройні сили Тунісу

### Америка
- Національна гвардія (Бразилія), парамілітарне ополчення, створене у 1831 році для підтримки Бразильської армії
- Національна гвардія (Домініканська Республіка) (Guardia Nacional), збройні сили; див. Історія Домініканської Республіки
- Національна гвардія (Сальвадор) (1912—1992), Сальвадорська жандармерія
- Національна гвардія (Нікарагуа) (1925—1979), ополчення та жандармерія створені протягом окупації Сполученими Штатами
- Національна гвардія США, ополчення організоване кожним із 50 штатів, територій та округом Колумбія
  - Національна гвардія Повітряних сил США, резервні сили ПС Сполучених Штатів, які, коли не використовуються на федеральному рівні, діють як повітряний компонент ополчення рівня окремого штату
  - Національна Гвардія Армії США, резервні сили Армії Сполучених Штатів, які, коли не використовуються на федеральному рівні, діють як наземний компонент ополчення рівня окремого штату
- Національна гвардія Венесуели[en] (Guardia Nacional de Venezuela), один з чотирьох компонентів Національних збройних сил Венесуели

### Азія
- Національна гвардія Кувейту, сили внутрішньої безпеки та охорони кордону Збройних сил Кувейту
- Національна гвардія (Бахрейн), окреме військове формування Бахрейну, яке виконує функції і оборони і сил безпеки
- Національна гвардія (Ірак), частина нових Збройних сил Іраку, поглинута Сухопутними військами
- Національна гвардія Пакистану, парамілітарні сили, зайняті переважно протиповітряною обороною
- Гвардія національної безпеки, спеціальні сили Індії, задіяні переважно для боротьби із тероризмом
- Національна гвардія Саудівської Аравії[en], один із трьох основних видів Збройних сил Королівства Саудівська Аравія
- Національна гвардія Шрі-Ланки[en], найбільший полк Армії Шрі-Ланки

### Європа
- Національна гвардія Азербайджану, входить до структури Особливої державної служби охорони Азербайджану.
- Національна гвардія Республіки Кіпр, змішані збройні сили Республіки Кіпр
- Національна гвардія Грузії, військова структура у складі Збройних сил Грузії
- Національний гвардійський підрозділ Болгарії, наступник Персонального кавалерійського супроводу князя Олександра I
- Блакитні сорочки[en], політичний рух в Ірландії у 1930-х роках
- Національне ополчення (Іспанія)[es], квазівійськові сили XIX ст. схожі на Національну гвардію Франції
- Національна республіканська гвардія (Італія)[en], парамілітарні сили Італійської Соціальної Республіки
- Національна гвардія Латвії, (Земессардзе), частина національних Збройних сил
- Національна республіканська гвардія (Португалія), жандармерія Португалії
- Національна гвардія Росії, створена 2016 року
- Національна гвардія України існувала у 1991–2000 та відновлена у 2014 році
- Кайтселійт, об'єднані парамілітарні збройні сили Республіки Естонія
- Біла гвардія (Фінляндія) (1918—1944), добровольче ополчення у Фінській війні за незалежність 1918 року
- Національна гвардія (Франція), ополчення створюване у кожному місті від часів Французької революції до Паризької комуни
- Національна гвардія Хорватії існувала у 1991 році від 15 травня до 3 листопада. Реорганізована у Збройні сили Хорватії
- Польська Національна гвардія (1848)